# Victoria Theatre and Concert Hall
Victoria Theatre and Concert Hall är en kombinerad teater och konsertsal i centrala Singapore. Den består av två hopbyggda byggnader och ett klocktorn. Den äldsta delen är från 1862 och den senare från 1909. Byggnadskomplexet har renoverats vid flera tillfällen, senast år 2010.
Efter renoveringen har teatern 614 sittplatser, en minskning från de urspungliga 904, och konsertsalen 673, en minskning från 883.

## Historia
Grunden till Singapores stadshus, som hade en teater i bottenvåningen, lades år 1855. Det ritades av stadsarkitekten John Bennett och var klart år 1862. På grund av platsbrist lämnade stadens administration huset år 1893. År 1902 beslöt man att bygga en byggnad till minne om 
drottning Viktoria intill stadshuset. Byggnaden, som byggdes för insamlade medel, ritades av arkitekterna 
Alexander Murray och R. A. J. Bidwell och invigdes den 18 oktober  1905. Året efter var även det 54 meter höga klocktornet klart. 
Överskottet från insamlingen till byggnationen användes till att renovera stadshusets fasad så att det harmonierade med den nya byggnaden. Teatern invigdes den 
11 februari 1909 med ett uppförande av operetten The Pirates of Penzance.